# Теон Самоський
Теон Самоський (дав.-гр. Θέων, IV ст. до н. е. ) — давньогрецький художник за часів Філліппа II та Олександра, царя Македонії.

## Життя та творчість
Народився на острові Самос. Про його батьків та молоді роки нічого невідомо. Вже відомим художником перебрався до Пелли, столиці Македонії, наприкінці правління царя Філіппа II. Продовжив жити при дворі Олександра Македонського, а потім при Антіпатрі та Кассандрі. Був відомий тим, що добре вимальовував фігури на картинах. Знано про картини Теона: «Безумство Ореста» та «Вояк у бою».